# Tập đoàn nhựa Formosa

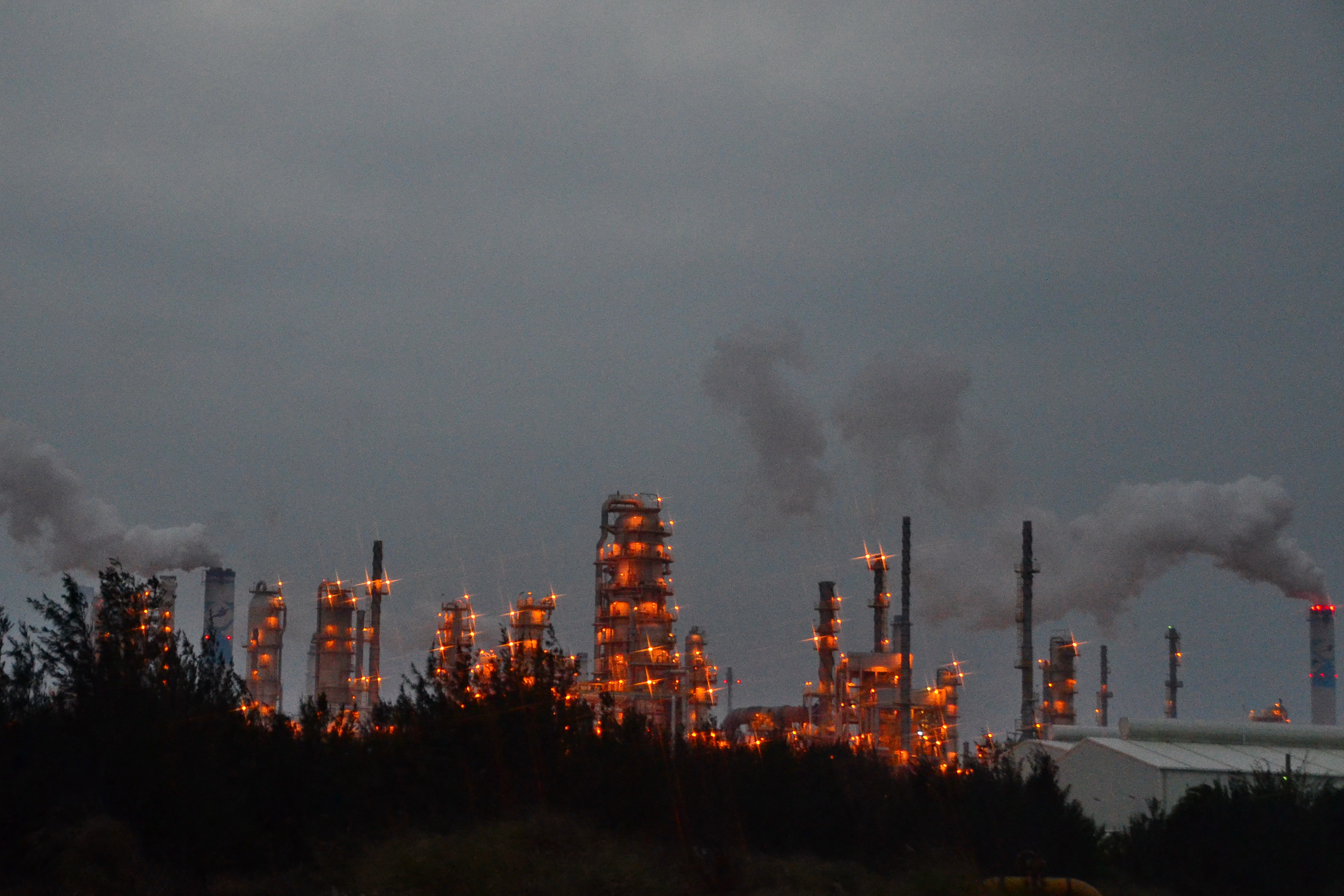
Tòa nhà tại Vân Lâm

Tập đoàn nhựa Formosa (FPG, tiếng Trung: 台塑集團) là một tập đoàn Đài Loan hoạt động đa ngành, bao gồm cả công nghệ sinh học, hóa dầu, chế biến và sản xuất các thành phần thiết bị điện tử. Công ty được thành lập bởi Vương Vĩnh Khánh (王永慶, Wang Yung-ching) và anh trai của ông Vương Vĩnh Tại (王永在, Wang Yung-tsai) và hiện được chủ trì bởi Lee Chih-tsuen. Công ty thành lập từ năm 1958 nguyên là một công ty sản xuất nhựa nhiệt dẻo và PVC, nhưng nay trở thành một công ty tổ hợp công nghiệp đa ngành, có mạng lưới 4 đơn vị lớn và hàng trăm công ty con.

## Formosa tại Việt Nam
Tại Việt Nam, Formosa có 2 dự án đầu tư lớn:
- Formosa Vũng Áng, Hà Tĩnh, rộng 3300 ha, khởi công từ tháng 7 năm 2008, gồm khu liên hợp gang-thép và cảng Sơn Dương, dự định đầu tư từ 10 đến 28 tỷ USD.
- Tổ hợp Hưng Nghiệp Formosa, khu công nghiệp Nhơn Trạch 3, Đồng Nai, vốn đầu tư gần 1 tỷ USD, rộng 300 ha.

## Hồ sơ đen về môi trường

### Mang rác thải độc tới Campuchia
Vào tháng 11-1998 Tập đoàn Formosa đã ngầm thỏa thuận với các quan chức địa phương của Sihanoukville, Campuchia và vận chuyển các tàu chứa chất thải công nghiệp gồm cả các rác thải độc hại chứa hàm lượng thủy ngân lớn đến bãi rác ở Sihanoukville. Tổng cộng là 2.799 tấn chất thải độc.

### Ô nhiễm vùng biển miền Trung Việt Nam
Liên quan tới vụ cá chết hàng loạt ở Việt Nam năm 2016 và ô nhiễm vùng biển miền Trung, Formosa Vũng Áng đồng ý trả 500 triệu USD để bồi thường thiệt hại.